# Мертвонародження
Мертвонародження — народження мертвого плоду внаслідок антенатальної або інтранатальної смерті. Мертвонароджуваність — популяційний статистичний показник мертвонародження. За точнішим формулюванням, для розрізнення від поняття «викидень», згідно з наказом МОЗ, мертвонародження — вигнання або вилучення з організму вагітної плода з 22-го повного тижня вагітності (з 154 доби від першого дня останнього нормального менструального циклу) або масою 500 г та більше, який не дихає та не виявляє будь-яких інших ознак життя, таких як серцебиття, пульсація пуповини або певні рухи скелетних м'язів.
У СРСР під мертвонароджуваністю розумілося народження, яке відбулося після 28 тижнів вагітності, довжина плода при якому становила не менше 35 см і маса не менше 1 кг, а народжена дитина не зробила після народження жодного вдиху.
Загальна кількість мертвонароджень у світі станом на 2011 рік складала приблизно 2,6 млн на рік.

## Епідеміологія
Мертвонароджуваність як статистичний показник (використовуються також терміни показник мертвонароджуваності, коефіцієнт мертвонароджуваності) визначається як число мертвонароджених на 1000 народжених. Станом на 2011 рік найнижча в світі мертвонароджуваність спостерігається у Фінляндії (дві мертвонароджених дитини на 1000 народжених), найвища — в Нігерії і Пакистані (40 мертвонароджених на 1000 народжених).

## Класифікація
Розрізняють такі види мертвонароджуваності:
- допологова, або антенатальна — плід гине до пологів, внутрішньоутробно (починаючи з 28 тижнів вагітності);
- під час пологів, або інтранатальна — плід гине під час пологів;
- післяпологова, або постнатальна — плід народжується з серцебиттям, однак гине через те, що у нього не встановлюється позаутробне дихання.